# جيم غليسون
جيم غليسون (بالإنجليزية: Jim Gleeson)‏ هو لاعب كرة قاعدة أمريكي، ولد في 5 مارس 1912 في كانساس سيتي في الولايات المتحدة، وتوفي في 1 مايو 1996.

## وصلات خارجية
- جيم غليسون على موقعبيزبول رفرنس.كوم (الدوري الرئيسي) (الإنجليزية)
- جيم غليسون على موقعبيزبول رفرنس.كوم (الدوري الثانوي) (الإنجليزية)